# Frente Democrático de Chile
El Frente Democrático de Chile fue una coalición política de centroderecha que existió entre 1962 y 1964. Sus partidos fundadores eran el Partido Conservador Unido (PCU), el Partido Liberal (PL) y el Partido Radical (PR), sumándose posteriormente el Partido Democrático (PDo) y los Comandos Populares (CP).

## Historia
Los partidos Radical, Liberal y Conservador Unido habían sido desde 1958 la base de sustentación del gobierno de Jorge Alessandri, aun cuando sólo los dos últimos habían apoyado su candidatura. Los partidos Liberal y Conservador Unido pudieron en un principio por sí solos apoyar al Gobierno con un tercio del Congreso, mínimo requerido, con lo cual, mediante el recurso del veto, pudo el presidente de la República imponer muchas de sus decisiones. Sin embargo, tras las elecciones parlamentarias de 1961, no pudieron estos dos partidos reunir este tercio indispensable, lo que dejó al gobierno en una difícil situación. Se fue gestando, así, un acercamiento con el Partido Radical, cuya participación se consideraba indispensable. Poco a poco fue proporcionando al gobierno la mayoría en ambas Cámaras y asumiendo responsabilidades administrativas y ministeriales.
Desde su creación el 10 de octubre de 1962 se planteó como antagonista y alternativa a los partidos de izquierda agrupados en el Frente de Acción Popular (FRAP). Acontecimientos políticos nacionales e internacionales llevaron a los tres partidos a dar los primeros pasos para una unión más estrecha y organizada, con las miras puestas en ofrecer al electorado un frente moderado de centroderecha y netamente opuesto a los partidos marxistas, que estaban experimentando un claro avance en Chile y América Latina. Ya desde principios de 1962 se iniciaron conversaciones entre los presidentes de los distintos partidos: Isauro Torres (radical), Mariano Puga Vega (liberal) y Francisco Bulnes Sanfuentes (conservador). Hubo en un principio dificultades y desavenencias, pero no impidieron a la larga alcanzar un acuerdo definitivo, que hacia julio de 1962 ya se encontraba en conversaciones avanzadas, y se consolidaron con la presentación de un candidato único para la elección complementaria de un diputado por el Primer Distrito de Santiago, realizada el 2 de septiembre y en la que triunfó Gustavo Monckeberg Barros (PCU).
El 10 de octubre de 1962, mediante un pacto entre los mencionados partidos Radical, Liberal y Conservador, se constituyó el "Frente Democrático". Tras una ceremonia solemne en la sala de la presidencia del Senado en el palacio del Congreso Nacional, en la que participaron las directivas de los tres partidos, se firmó el acta que daba nacimiento a esta nueva agrupación política, cuya presidencia inicialmente sería rotativa entre los partidos firmantes. El acta fundacional señalaba:

La realidad económico-social y la actual conformación de las fuerzas políticas, han determinado a las Partidos Radical, Liberal y Conservador, a constituir el Frente Democrático de Chile, siguientes finalidades esenciales:

a) Promover y orientar todos los esfuerzos nacionales hacia la elevación del nivel cultural y material del pueblo chileno, y, en especial, llevar a cabo las reformas en marcha y las que en el futuro se acuerden, acelerar el desarrollo económico del país y extirpar los vicios y corregir las deficiencias de nuestras estructuras sociales, hasta alcanzar una modificación profunda de la realidad social de Chile.

b) Preservar en Chile la democracia representativa, las libertades públicas y los derechos inherentes a la persona humana, en sí misma y en relación con la colectividad...
Acta fundacional del Frente Democrático, 10 de octubre de 1962.

El 22 de enero de 1963 se constituyó el Comando Ejecutivo del Frente Democrático, integrado por los presidentes de los partidos Radical, Liberal y Conservador Unido (Raúl Rettig, Mariano Puga y Francisco Bulnes, respectivamente), junto a Enrique Edwards (secretario general), Voltaire Lois (secretario de organización), Engelberto Frías Morán (secretario de prensa y propaganda), Adolfo Ballas (secretario electoral) y Pablo Edwards (secretario de finanzas). El 10 de junio el expresidente de la República, Gabriel González Videla, y el diputado Nicanor Allende fueron designados respectivamente como presidente y secretario general del Frente Democrático; ese mismo mes el Partido Democrático se incorporó al Frente, mientras que en septiembre hizo lo mismo el partido Comandos Populares.
Los estatutos del Frente Democrático establecían que el pacto duraría hasta el final del mandato del candidato presidencial apoyado por los partidos integrantes si éste resultaba vencedor en la elección presidencial de 1964. Postuló al radical Julio Durán para la elección presidencial de 1964, quien fue proclamado de manera oficial por el Frente Democrático el 3 de agosto de 1963 mediante un acto en el Salón de Honor del palacio del Congreso Nacional; sin embargo, la derrota del candidato apoyado por el Frente Democrático en el denominado «Naranjazo» (15 de marzo de 1964) hizo que el PR se retirara de la coalición el 20 de marzo, disolviéndose en la práctica el Frente.

Los liberales y conservadores estimaron que apoyando la candidatura del demócratacristiano Eduardo Frei podían evitar la elección de Allende. El PR posteriormente repuso la candidatura de Julio Durán para la elección presidencial, pero sin el apoyo de otras fuerzas políticas.

## Composición
| Partido                 | Período   |
| ----------------------- | --------- |
| Conservador Unido (PCU) | 1962-1964 |
| Liberal (PL)            | 1962-1964 |
| Radical (PR)            | 1962-1964 |
| Democrático (PDo)       | 1963-1964 |
| Comandos Populares (CP) | 1963-1964 |